# Bojan Aleksić
Bojan Aleksić (in serbo Бојан Алексић?; Gornji Milanovac, 12 aprile 1991) è un calciatore serbo, attaccante del Tivoli.

## Caratteristiche tecniche
È un centravanti.

## Carriera

### Club
Inizia a giocare a calcio nelle giovanili del Mladost Velika Obarska, che nel 2009 lo aggrega alla prima squadra. Nel gennaio del 2010 si trasferisce all'OFK Belgrado, nella prima divisione serba. Il 22 luglio 2010 esordisce nelle competizioni europee in Tarpeda-BelAZ-OFK Belgrado (0-1), incontro preliminare valido per l'accesso alla fase a gironi di UEFA Europa League, subentrando al 35' al posto di Nenad Injac. 
Nel 2013 si trasferisce in Italia, accordandosi con il FC Francavilla, in Serie D. Dopo aver trascorso quattro stagioni con i sinnici, il 3 luglio 2017 viene ingaggiato dal Taranto. Esordisce con gli ionici il 20 agosto contro il Nardò, in Coppa Italia Serie D. Il 14 dicembre viene ceduto al Francavilla, squadra abruzzese militante nel massimo campionato dilettantistico italiano. Nel 2018 si accasa al Karaïskakīs, nella seconda divisione greca. La stagione successiva scende di categoria accordandosi con il Trikala, con cui a fine stagione ottiene la promozione in seconda divisione.
Dopo un periodo di inattività, il 1º dicembre 2020 torna al FC Francavilla, firmando un accordo valido fino a giugno. Il 14 aprile 2021, in occasione della partita interna di campionato disputata contro il Casarano (vinta dagli ospiti 1-0), raggiunge le 100 presenze con i sinnici.
Il 27 agosto 2021 viene ingaggiato dal Prato. Il 28 luglio 2022 si accorda con il Grosseto, in Serie D. Per la stagione 2023-2024 si accasa al Metalac, club della seconda divisione serba.

### Nazionale
Nel 2010 ha realizzato una rete in 3 presenze con la nazionale serba Under-19.

## Statistiche

### Presenze e reti nei club
Statistiche aggiornate al 14 maggio 2023.
| Stagione              | Squadra                | Campionato            | Campionato | Campionato | Coppe nazionali | Coppe nazionali | Coppe nazionali | Coppe continentali | Coppe continentali | Coppe continentali | Altre coppe | Altre coppe | Altre coppe | Totale | Totale |
| Stagione              | Squadra                | Comp                  | Pres       | Reti       | Comp            | Pres            | Reti            | Comp               | Pres               | Reti               | Comp        | Pres        | Reti        | Pres   | Reti   |
| --------------------- | ---------------------- | --------------------- | ---------- | ---------- | --------------- | --------------- | --------------- | ------------------ | ------------------ | ------------------ | ----------- | ----------- | ----------- | ------ | ------ |
| 2009-gen. 2010        | Mladost Velika Obarska | PL                    | 17         | 0          | CS              | 0               | 0               | -                  | -                  | -                  | -           | -           | -           | 17     | 0      |
| gen.-giu. 2010        | OFK Belgrado           | SL                    | 4          | 0          | CS              | 0               | 0               | -                  | -                  | -                  | -           | -           | -           | 4      | 0      |
| 2010-2011             | OFK Belgrado           | SL                    | 10         | 1          | CS              | 0               | 0               | UEL                | 1                  | 0                  | -           | -           | -           | 11     | 1      |
| 2011-2012             | OFK Belgrado           | SL                    | 9          | 0          | CS              | 1               | 0               | -                  | -                  | -                  | -           | -           | -           | 10     | 0      |
| 2012-gen. 2013        | OFK Belgrado           | SL                    | 1          | 0          | CS              | 0               | 0               | -                  | -                  | -                  | -           | -           | -           | 1      | 0      |
| Totale OFK Belgrado   | Totale OFK Belgrado    | Totale OFK Belgrado   | 24         | 1          |                 | 1               | 0               |                    | 1                  | 0                  |             | -           | -           | 26     | 1      |
| gen.-giu. 2013        | Voždovac               | PL                    | 15         | 2          | CS              | -               | -               | -                  | -                  | -                  | -           | -           | -           | 15     | 2      |
| 2013-2014             | FC Francavilla         | D                     | 4          | 2          | CI-D            | 0               | 0               | -                  | -                  | -                  | -           | -           | -           | 4      | 2      |
| 2014-2015             | FC Francavilla         | D                     | 21         | 3          | CI-D            | 0               | 0               | -                  | -                  | -                  | -           | -           | -           | 21     | 3      |
| 2015-2016             | FC Francavilla         | D                     | 30         | 13         | CI-D            | 4               | 2               | -                  | -                  | -                  | -           | -           | -           | 34     | 15     |
| 2016-2017             | FC Francavilla         | D                     | 29         | 6          | CI+CI-D         | 1+0             | 0               | -                  | -                  | -                  | -           | -           | -           | 30     | 6      |
| set.-dic. 2017        | Taranto                | D                     | 16         | 4          | CI-D            | 1               | 0               | -                  | -                  | -                  | -           | -           | -           | 17     | 4      |
| dic. 2017-2018        | Francavilla            | D                     | 11         | 0          | CI-D            | 1               | 0               | -                  | -                  | -                  | -           | -           | -           | 12     | 0      |
| 2018-2019             | Karaïskakīs            | FL                    | 21         | 4          | CG              | 1               | 0               | -                  | -                  | -                  | -           | -           | -           | 22     | 4      |
| 2019-2020             | Trikala                | FL                    | 14         | 1          | CG              | 3               | 1               | -                  | -                  | -                  | -           | -           | -           | 17     | 2      |
| 2020-2021             | FC Francavilla         | D                     | 24         | 2          | -               | -               | -               | -                  | -                  | -                  | -           | -           | -           | 24     | 2      |
| Totale FC Francavilla | Totale FC Francavilla  | Totale FC Francavilla | 108        | 26         |                 | 5               | 2               |                    | -                  | -                  |             | -           | -           | 113    | 28     |
| 2021-2022             | Prato                  | D                     | 22         | 7          | CI-D            | 2               | 2               | -                  | -                  | -                  | -           | -           | -           | 24     | 9      |
| 2022-2023             | Grosseto               | D                     | 22+1       | 4          | CI-D            | 0               | 0               | -                  | -                  | -                  | -           | -           | -           | 23     | 4      |
| Totale carriera       | Totale carriera        | Totale carriera       | 271        | 49         |                 | 14              | 5               |                    | 1                  | 0                  |             | -           | -           | 286    | 54     |

## Palmarès

### Club

#### Competizioni nazionali
- Football League (Grecia): 1

Trikala: 2019-2020